# Schaschek Ödön
Schaschek Ödön, Szamos (Budapest, 1885. szeptember 18. – Budapest, 1914. június 7.) válogatott labdarúgó, fedezet, nemzeti játékvezető.

## Pályafutása

### Klubcsapatban
A Budapesti TC csapatában kezdte a labdarúgást. Egy rövid ideig a prágai Cechia együttesében szerepelt. 1907-ben a Ferencváros első külföldről igazolt játékosa volt. A csapattal egy bajnoki ezüstérmet szerzett. A Fradiban öt mérkőzésen szerepelt (4 bajnoki, 1 nemzetközi).

### A válogatottban
1906-ban egy alkalommal szerepelt a válogatottban.

### Játékvezetőként
NB I-es mérkőzések száma játékvezetőként: 2

## Sikerei, díjai
- Magyar bajnokság
  - 2.: 1903, 1907–08
  - 3.: 1904

## Statisztika

### Mérkőzése a válogatottban
| Magyarország | Magyarország     | Magyarország          | Magyarország | Magyarország | Magyarország | Magyarország | Magyarország | Magyarország |
| #            | Dátum            | Helyszín              | Hazai        | Eredmény     | Vendég       | Kiírás       | Gólok        | Esemény      |
| ------------ | ---------------- | --------------------- | ------------ | ------------ | ------------ | ------------ | ------------ | ------------ |
| 1.           | 1906. október 7. | Prága, Slavia-stadion | Csehország   | 4 – 4        | Magyarország | barátságos   | -            |              |
|              | Összesen         |                       |              | 1            | mérkőzés     |              | 0            | gól          |